# Santa Cecília Futebol Clube
O Santa Cecília Futebol Clube foi um clube brasileiro de futebol da cidade de Fortaleza, capital do estado do Ceará na década de 1960   no Clube Cotonifício Leite Barbosa pelo funcionários da UNITÊXTIL (União Industrial Têxtil S/A).
Disputou o Campeonato Cearense de Futebol da Segunda Divisão de 1968 ficando na quinta colocação e em 1969 ficando na quarta colocação.